# Макклири, Гарет
Га́рет Дже́ймс Маккли́ри (англ. Garath James McCleary; 15 мая 1987, Оксфорд, Англия) — ямайский футболист, полузащитник, клуба «Уиком Уондерерс». Выступал за сборную Ямайки.

## Клубная карьера

### Ранняя карьера
Макклири начал карьеру в клубе своего родного Оксфорда, «Оксфорд Сити» в 2004 году, параллельно выступая за молодежную команду «Оксфорд Юнайтед». Несмотря на то, что Гарет постоянно привлекался к играм, он никогда не подписывал контракт, хотя клуб платил ему заработную плату. После года в «Сити», Макклири перешёл в «Слау Таун», где отыграл 24 матча и забил 6 голов. В январе 2007 года он переходит в «Бромли». За новый клуб Гарет провел 40 игр и забил 11 голов, после чего тренер «Ноттингем Форест» Колин Колдервуд пригласил полузащитника «испытать себя» на Сити Граунд. 21 января 2008 года Макклири подписал контракт с «лесниками».

### «Ноттингем Форест»
В новом клубе Макклири дебютировал в домашнем матче против «Карлайл Юнайтед» 3 марта 2008 года, выйдя на замену в конце матча. 1 апреля 2008 года Гарет забил свой первый гол за «лесников», в компенсированное время поразив ворота «Карлайла». Через четыре дня Макклири вышел в основе в поединке против «Челтнем Таун», и по итогам матча был признан лучшим его игроком.
В начале сезона 2011/12 Макклири получил травму, которая оставила его вне игры до конца 2011 года. После восстановления Гарет ударно провёл концовку сезона и забил 9 голов, 6 из которых он послал в ворота соперников в марте. В матче против «Лидс Юнайтед», 20 марта 2012 года Макклири забивает 4 гола. По итогам марта полузащитник получил звание Футболиста Месяца, а также стал Лучшим игроком «Ноттингем Форест» по итогам сезона.

### «Рединг»
16 мая 2012 года Макклири отклонил предложение о продлении контракта со стороны «лесников» и подписал 3-летнее соглашение с «Редингом». 18 августа Гарет дебютировал в Премьер лиге за новый клуб в матче против «Сток Сити». 22 августа в поединке против «Челси», с навеса Макклири забил другой новичок команды Павел Погребняк. 27 октября того же года в поединке против «Фулхэма», Гарет забил свой первый гол за новый клуб и помог ему добиться ничьей, 3-3.

## Международная карьера
7 февраля 2013 года в матче отборочного турнира Чемпионата мира 2014 против сборной Мексики Гарет дебютировал за сборную Ямайки.
Летом 2015 года Макклири попал в заявку сборной на участие в Кубке Америки в Чили. На турнире он сыграл в матчах против Уругвая, Парагвая и Аргентины.
В том же году Гарет принял участие в Золотом кубке КОНКАКАФ. На турнире он сыграл в матчах против команд Гаити, Канады, Сальвадора, Коста-Рики, Мексики и США. В поединках против сальвадорцев и костариканцев Макклири два забил гол.
Летом 2016 года Гарет принял участие в Кубке Америки в США. На турнире он сыграл в матчах против сборных Мексики, Венесуэлы и Уругвая.

### Голы за сборную Ямайки
| #  | Дата         | Место                                   | Противник  | Счёт | Результат | Соревнование                |
| -- | ------------ | --------------------------------------- | ---------- | ---- | --------- | --------------------------- |
| 1. | 6 марта 2014 | Босежур Стэдиум, Грос Айлет, Сент-Люсия | Сент-Люсии | 0:3  | 0:5       | Товарищеский матч           |
| 2. | 8 июля 2015  | Стабхаб Сентер, Карсон, США             | Коста-Рика | 0:1  | 2:2       | Золотой кубок КОНКАКАФ 2015 |
| 3. | 15 июля 2015 | Бимо Филд, Торонто, Канада              | Сальвадор  | 1:0  | 1:0       | Золотой кубок КОНКАКАФ 2015 |

## Достижения
Международные
 Ямайка
- Золотой кубок КОНКАКАФ — 2015